# Rentrée des classes (film)
Pour les articles homonymes, voir Rentrée des classes.
Pour plus de détails, voir Fiche technique et Distribution.
Rentrée des classes est le deuxième court métrage réalisé par Jacques Rozier, en 1956.

## Synopsis
C’est le jour de la rentrée des classes à Correns, un petit village du Var. René n’a pas fait ses devoirs de vacances ; il jette son cartable à la rivière et part faire l’école buissonnière.

## Fiche technique
- Titre original : Rentrée des classes
- Titre alternatif : L’École Buissonnière
- Réalisation : Jacques Rozier
- Scénario : Michèle O'Glor et Jacques Rozier
- Photographie : René Mathelin
- Montage : Michelle David et Jacques Rozier
- Musique : Darius Milhaud
- Sociétés de production : Dovidis et Les Films du Colisée
- Pays :  France
- Genre : Court métrage
- Format : Noir et blanc
- Durée : 24 minutes
- Année de sortie : 1956

## Distribution
- René Boglio : l'élève
- Marius Sumian	: Susu
- Le maitre et les élèves de Correns : eux-mêmes

## Critiques
Claire Hamon, critique, résume ainsi le film de Jacques Rozier : « Rentrée des classes est une flânerie généreuse et espiègle dont la fluidité insouciante évoque nos fantasmes d’enfants avec une tendresse acidulée : un instituteur qui s’insurge davantage devant les erreurs commises par un adulte que contre l’enfant qui a jugé bon de lui déléguer ses devoirs, pourquoi pas ? Jacques Rozier entrelace repères temporels précis et dilatation onirique témoignant déjà d’un goût certain pour le récit de parenthèses. » 